# Кучкас
Кучкас — деревня в Пинежском районе Архангельской области. Входит в состав Нюхченского сельского поселения.

## География
Деревня расположена в восточной части области, между рекой Пинега и автодорогой 11К-612, на расстоянии примерно в 125 километрах по прямой к юго-востоку от районного центра села Карпогоры.
Часовой пояс
Деревня Кучкас как и вся Архангельская область, находится в часовой зоне МСК (московское время). Смещение применяемого времени относительно UTC составляет +3:00.

## Население
| 2002 | 2010 | 2012 |
| ---- | ---- | ---- |
| 4    | ↗5   | ↘2   |

Национальный состав
Согласно результатам переписи 2002 года, в национальной структуре населения русские составляли 100 % из 4 чел..

## Инфраструктура
Личное подсобное хозяйство с зоной сельскохозяйственного использования, индивидуальная застройка усадебного типа.

## Достопримечательность
Дом К. С. Кутьиной

## Транспорт
Деревня доступна автотранспортом.